# Сознание и информация
Информационная составляющая сознания представляет собой совокупность сторон, аспектов, механизмов, психологических процессов, систем, связанных с обработкой информацией, доступная для использования сознанием.
В соответствии с  концепцией творчества Я. А. Пономарёва в существенной степени сознание оперирует информацией в рамках  внутреннего плана действия (ВПД), или, что то же самое — способности действовать в уме (СПУ), которую  само сознание и формирует.
Сознанию непосредственно доступна информация, содержащаяся в сенсорной памяти (сенсорных регистрах) и в кратковременной памяти, но оно не может изменять, содержимое сенсорной памяти.
Кроме того, сознанию непосредственно доступны для исполнения  объекты процедурной памяти, содержащие  наработанные механизмы выполнения  ментальных операций (памяти, представления, воображения, мышления, внимания и других), обеспечивающих обработку сознанием содержимого сенсорной и кратковременной памяти и запоминание результатов этой обработки.
Усилия и процессы по сбору, накоплению, запоминанию и обработке информации, относящиеся к решению задач, в том числе творческих, предпринимаемые и реализуемые в области сознания, могут инициировать в бессознательном спонтанные процессы решения таких задач. Результаты функционирования этих процессов  могут стать доступны сознанию, в виде незаметного  сознанию их влияния на процессы обработки информации в сфере сознания и инсайтов интуиции.
Также, сознание человека формирует и использует в реальном мире свои личные информационные ресурсы и системы, может использовать и участвовать в формировании личных информационных ресурсов и систем других людей, использует и участвует в формировании различного вида общих информационных ресурсов и систем.

## Сенсорная память
В сенсорную память поступает и хранится информация, возникающая под воздействием стимулов на органы чувств, после её обработки сенсорной системой, с помощью процессов восприятия. При этом сенсорные системы человека формируют и обрабатывают поток информации, скорость которого составляет около 11 миллионов бит в секунду. Обработка потока сенсорной информации сознанием не управляется и осуществляется на уровне бессознательного. В сенсорной памяти информация сохраняется после прекращения воздействия стимула. 
Временные характеристики функционирования наиболее изучены для сенсорной зрительной (иконической) и эхоической памяти. По времени хранения сенсорная зрительная и эхоическая память является ультракратковременной. «Эта система удерживает довольно точную и полную картину мира, воспринимаемую органами чувств. Длительность сохранения картины очень невелика, порядка 0,1 — 0,5 с».
Исследованием иконической памяти, её временных характеристик и объёма (максимального количества образов объектов, которое в ней может содержаться) занимался Джордж Сперлинг. Им было выявлено, что содержимое иконической памяти заполнялось зрительной информацией, воспринятой менее чем за одну секунду и очень быстро разрушалось (в течение нескольких сотен миллисекунд). Скоротечность изменения иконической памяти,  из-за разрушения старой  и наложения  новой информации,  существенно затрудняет измерение её объема. Для точного определения ее емкости, Джордж Сперлингом (1963) разработал процедуру частичного отчета, с использованием в экспериментах кратких презентаций таблицы из 12 букв, расположенных в три ряда по четыре. С помощью этой процедуры Сперлинг смог показать, что емкость иконической памяти составляет приблизительно 12 единиц.
Эксперименты Сперлинга показали, что образ сигнала в иконическую память заносится за время не больше 50 миллисекунд, затухает по экспоненте с постоянной времени, равной примерно 150 миллисекунд и по истечении 0,5 с. от образа мало что остаётся. Основную часть потока сенсорной информации составляет визуальная информация — 10 миллионов бит в секунду. Исходя из скорости поступления и затухания информации объём иконической памяти может быть оценён в 1,5 Мбит.
Также  объектами сенсорной памяти, потенциально доступными сознанию являются: все её содержание в целом,  представляющее собой текущую общую целостную сенсорную картину  мира, образ всего  реального мира, как наибольшего его объекта, содержащего все остальные его объекты; отдельные сенсорные образы, содержащиеся в различных видах сенсорной памяти: визуальной, звуковой, тактильной, обонятельной, вкусовой; а также образы, представляющие собой различные сочетания одномодальных сенсорных образов: аудиовизуального, визуально-тактильного и т.п. Таким образом вся сенсорная память структурирована в виде иерархической системы объектов, выстроенной относительно отношения включения, в вершинах которой находятся сенсорные объекты образы мира, включая общий сенсорный образ, одномодальные и многомодальные сенсорные образы различных сочетаний. 
Сознанию потенциально доступны для использования (но не трансформации), как объекты сенсорной памяти в целом, так и внутреннее их содержание. Например, общая визуальная картина мира, и образы, находящихся в ней людей, образ лица человека и отдельные части лица: глаза, лоб, нос, губы и т.д.
Все объекты сенсорной памяти, включая все  образы мира в целом, потенциально могут быть перемещены из сенсорной в кратковременную память и далее в долговременную. Такой перенос может быть осуществлен с разной детальностью и четкостью, определяемой характеристиками образов воспринятых объектов, способностями человека, его физическим и психическим состоянием, вниманием, видом (интерес, удивление, восхищение, страх и т.д.) и силой вызываемых образами эмоций, важностью для человека информации и другими факторами.
{В максимальной своей детальности и четкости сенсорные образы мира называются эйдетическими, основу их в большинстве случаев образует визуальная картина, в них также могут и зачастую входят и другие сенсорные модальности (слуховые, тактильные, двигательные, вкусовые, обонятельные).

## Кратковременная память
В кратковременную память информация поступает из сенсорной памяти, после её обработки процессами восприятия, мышления и выделения вниманием, а также из долговременной памяти с помощью процессов (механизмов) целенаправленного (управляемого) и непроизвольного (спонтанного) вспоминания. Процессы восприятия и спонтанного вспоминания, поставляющие информацию в кратковременную память, управляются сознанием в не значительной степени, не прямо, а косвенно.
Её ёмкость весьма ограничена. Джордж Миллер во время своей работы в Bell Laboratories провёл опыты, показывающие, что ёмкость кратковременной памяти составляет 7±2 объекта (название его знаменитой работы гласит «Волшебное число 7±2»). Современные оценки ёмкости кратковременной памяти несколько ниже, обычно 4-5 объектов. Ёмкость кратковременной памяти может быть увеличена за счёт различных процессов группирования объектов («Chunking»).
Однако эти объекты памяти, являющиеся образами реальных объектов, формируемыми восприятием, либо ментальными объектами различного типа, создаваемыми при участии и в целом, под управлением сознания мышлением, воображением, интеллектом, интуицией, могут обладать значительным информационным содержанием. К объектам памяти такого рода относятся, например, визуальные образы: картин, видов природы, фотографий, людей, их лиц и т.д.; понятия, ментальные модели (например, математические, физические, химические или другие научные теории, таблица умножения, периодическая таблица элементов Менделеева и т.д.), схемы и т.п.  Объекты памяти могут содержать не только статические визуальные образы, но и динамические, например, визуальные образы некоторого события, прошедшего для человека не мгновенно, а за какую-то, не нулевую длительность, кинофильма, мультфильма, схемы технологического или природного процесса. При размещение в кратковременной памяти такие объекты памяти со статическим или динамическим содержанием могут иметь различную степень детальности и отчетливости и, соответственно, разные объемы информационного содержания.  
В кратковременной памяти информация хранится около 20 сек., после 30 сек. след информации становится настолько хрупким, что даже минимальная интерференция разрушает его. Повторение сохраняет содержимое кратковременной памяти.

## Ментальные операции
Сознание видит, использует и обрабатывает, с применением многообразных интеллектуальных (ментальных) операций, мышления, воображения содержимое кратковременной памяти, как свою оперативную память, в которой собираются и сохраняются, в виде объектов, сведения, необходимые для решения текущей задачи. При этом, также могут  использоваться объекты сенсорной памяти и объекты, вызываемые из долговременной памяти. Объекты и интеллектуальные операции, с помощью которых сознание оперирует с ними, могут обладать сложной структурой и значительным информационным содержанием. Таковыми, например, могут быть объект, включающий образ воспринятый зрением вида местности, и объект с образом её топографической карты, и ментальные операции отождествления или сравнения их. 
В отношении оперирования сознанием, объекты памяти, становятся его ментальными объектами.
Значительную часть ментальных операций, представляют собой наработанные, до той или иной степени автоматизма умения, включающие процедуры (навыки) обработки и переработки информации, хранящиеся как объекты процедурной памяти. Как и любые навыки, входящие в ментальные операции навыки, могут быть сформированы и уровень автоматизма их исполнения может быть повышен только с помощью выполнения упражнений. 
Ментальные операции не являются операциями в алгоритмическом смысле этого слова, хотя могут и содержать алгоритмические составляющие, входящие в свою очередь в процедурные составляющие операций. Результат (попытки) исполнения для истинной ментальной операции не является  однозначным. Результаты таких операций зависят от многих факторов, в том числе физического и психического состояния человека.
В разработанной модели способностей В.Д. Шадриков, на основе классификации по психическим процессам, в которые они включены выделяет следующие виды интеллектуальных (ментальных) операций,  которые сознание может использовать при обработке объектов памяти (ментальных объектов):
- интеллектуальные операции восприятия, памяти, мышления (группировка, структурирование, выделение опорных пунктов, классификация, систематизация, аналогии, перекодирование, сериация, ассоциации, достраивание, схематизация, построение мнемического плана, упорядоченное сканирование, повторение);
- интеллектуальные операции предметно-практического мышления (предметное манипулирование, различение, сопоставление, сравнение, анализ, синтез и т.д.);
- интеллектуальные операции понятийного мышления (абстрагирование, интеллектуализация понятий, раскрытие отношений, обоснование, категоризация и др.).

С помощью этих операций сознание используя исходные объекты памяти (ментальные объекты), с той или иной степени успешности, формирует новые объекты и осуществляет их запоминание.

## Взаимодействие сознания и бессознательного при обработке информации
“О неосознаваемых процессах, протекающих в организме, как предполагают некоторые учёные, сознание получает информацию с помощью эмоциональных сигналов”. Бессознательное содержит долговременную память, в эксплицитной компоненте который,  с помощью процессов произвольного, управляемого сознанием, и непроизвольного запоминания, может быть  сохранено содержимое кратковременной памяти. Это содержимое,  впоследствии, с посредством процессов преднамеренного и спонтанного   вспоминания, может быть воспроизведено в кратковременной памяти и стать таким образом вновь доступным сознанию. 
В имплицитной памяти долговременной памяти сохраняются процедурные составляющие навыков ментальных операций, исполнение которые может быть инициирование сознанием.
Кроме того, сознание может, с различной степенью успешности, инициировать и воздействовать на процессы обработки информации, протекающие в бессознательном, в том числе подсознании. Такие процессы обладают значительно большей мощностью, чем интеллектуальные операции, хотя и ограниченны в применении логики, являющейся в целом прерогативой сознания. Однако такие процессы могут обеспечивать решение специфических, например, творческих задач.  Специфические, обладающими значительной мощностью,  процессы решения творческих задач могут инициироваться в подсознании спонтанно под воздействием усилий и процессов по сбору, накоплению, запоминанию и обработки информации, относящейся к решению задач, предпринимаемых и реализуемых в области сознания. Результаты функционирования этих процессов, впоследствии, могут стать доступными сознанию, в том числе в виде незаметного для сознания их влияния на процессы обработки информации в сфере сознания и инсайтов интуиции.
Известно, что существуют задачи, решение которых может осуществляться как на уровне сознания, логическим путём, так и инсайтно. Если процесс нахождения инсайтного решения (стадию инкубации) можно корректно описать, например, в терминах  Я. А. Пономарева  как переход в режим работы интуитивных, неосознаваемых, древних процессов поиска решения, то относительно причины такого перехода и его механизмов остаются вопросы, которые также требуют ответа.
Одной из основных нейронных сетей нервной системы, обеспечивающих взаимодействие сознания и процессов подсознания, в том числе при решении информационных, и, особенно, творческих задач, является сеть пассивного режима работы мозга (СПРРМ).
- СПРРМ обеспечивает гибкость мышления[16][17], отключение от режима целенаправленного решения задач по известным процедурам,  разветвление процессов решения, переключение внимания с одной задачи  на другую.
- Она способствует творческому самовыражению[18][19]. СПРРМ обладает способностью устанавливать связи между отдельными участками мозга, и таким образом, появляются уникальные ассоциации и осуществляется  развитие самобытности человека. Благодаря этому  обеспечивается возможность действовать спонтанно и непосредственно, то есть по импульсам подсознания.
- Она способствует более четкому проявлению смутных воспоминаний[20][21]. СПРРМ помогает задействовать память, лежащую за пределами границы внимания, процессы спонтанного вспоминания, извлечь из неё информацию, не извлекаемую другими способами.

## Оценки скорости обработки информации сознанием
По некоторым оценкам, непосредственно сознание обрабатывает информацию со скоростью примерно 60 бит в секунд. 
Но эта оценка вызывает сомнение, учитывая достаточно большое количество объектов содержащихся в сенсорной и оперативной памяти доступных для использования и обработки сознанием, значительное информационное содержание, которым могут обладать эти объекты, большую мощность ментальных операций и доступность для косвенного использования процессов обработки информации подсознания, которые обладают значительными мощностями и специфическими возможностями по (творческой) обработки информации. Видимо, это оценка относится к скорости принятия (выбору) решения сознанием.
Суммарные оценки поступления и обработки сенсорной информации значительно выше.   Так,  существуют  оценки по которым зрительная система человека воспринимает и  обрабатывает информацию со скоростью 10 миллионов бит в секунду, в то время как общая скорость обработки сенсорной информации для человека составляет около 11 миллионов бит в секунду.